# Число Вольфа

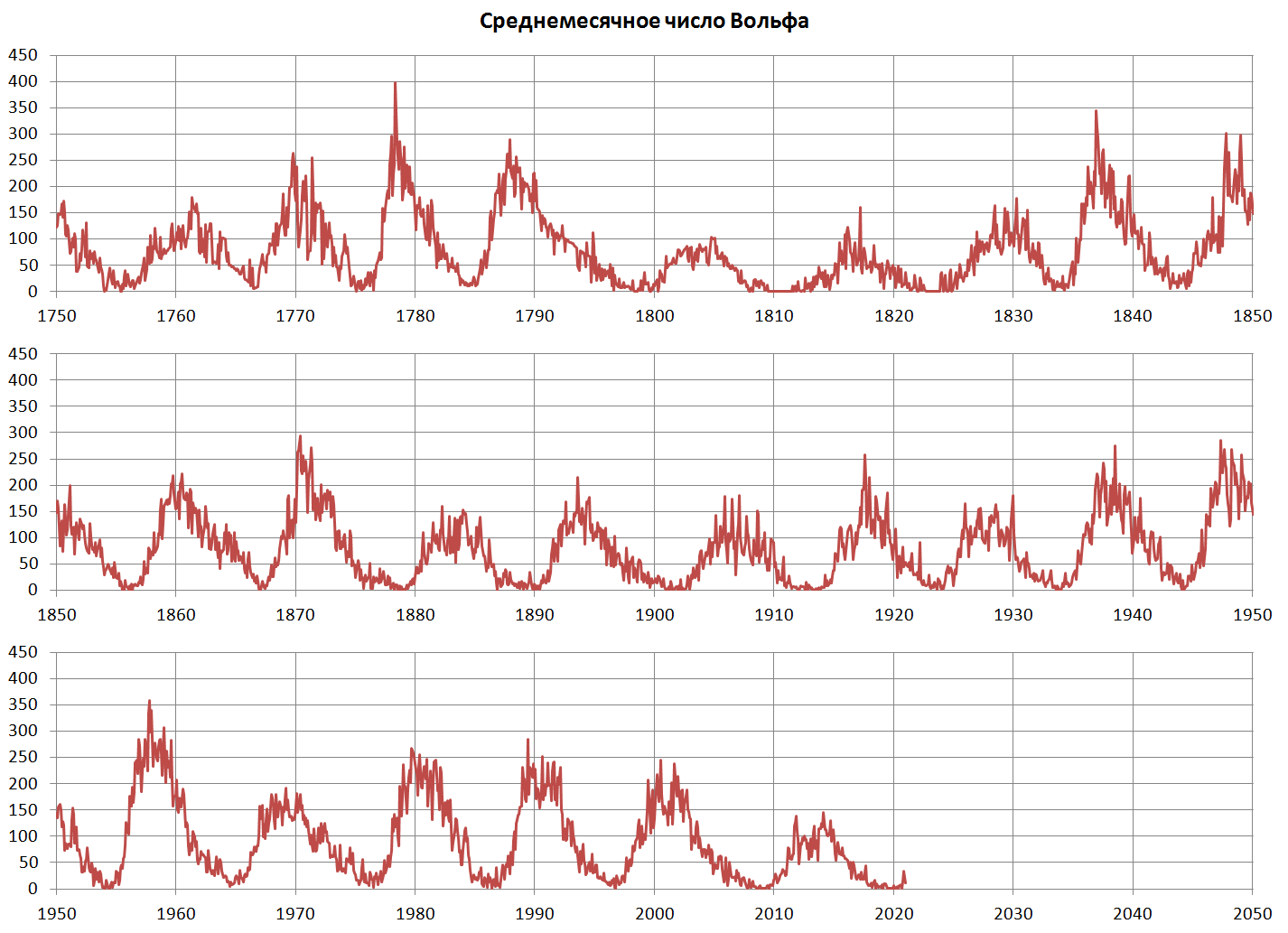
График среднемесячных чисел Вольфа с 1750 года.

Число́ Во́льфа («международное число солнечных пятен», «относительное число солнечных пятен», «цюрихское число») — числовой показатель солнечной активности, связанный с количеством солнечных пятен. Названо в честь швейцарского астронома Рудольфа Вольфа. Является одним из самых распространённых показателей солнечной активности.  Важный показатель для предсказания распространения радиоволн с отражением от ионосферы. Популярно в разного рода метеорологических прогнозах.
Число Вольфа W для данного дня вычисляется по формуле
{\displaystyle W=k(f+10g),}
где f — количество наблюдаемых пятен;
g — количество наблюдаемых групп пятен;
k — нормировочный коэффициент.
Нормировочные коэффициенты k выводятся для каждого наблюдателя и телескопа, что даёт возможность совместно использовать числа Вольфа, найденные разными наблюдателями. За международную систему приняты числа Вольфа, которые в 1849 году начала публиковать Цюрихская обсерватория, и для которых коэффициент k принят равным 1. В настоящее время сводка всех наблюдений солнечных пятен и определение среднемесячных и среднегодовых значений чисел Вольфа производится в Центре анализа данных по влиянию Солнца (Бельгия). Существуют также ряды чисел Вольфа, восстановленные по косвенным данным для эпохи, предшествующей 1849 году.
Швейцарским астрономом М. Вальдмайером получена следующая эмпирическая зависимость между среднегодовыми значениями числа Вольфа и суммарной площадью солнечных пятен:
{\displaystyle F=16{,}7\;W,}
где F — площадь пятен в миллионных долях полусферы. Однако имеется ряд указаний на изменение характера этой связи со временем.